# Mulheres na Tailândia

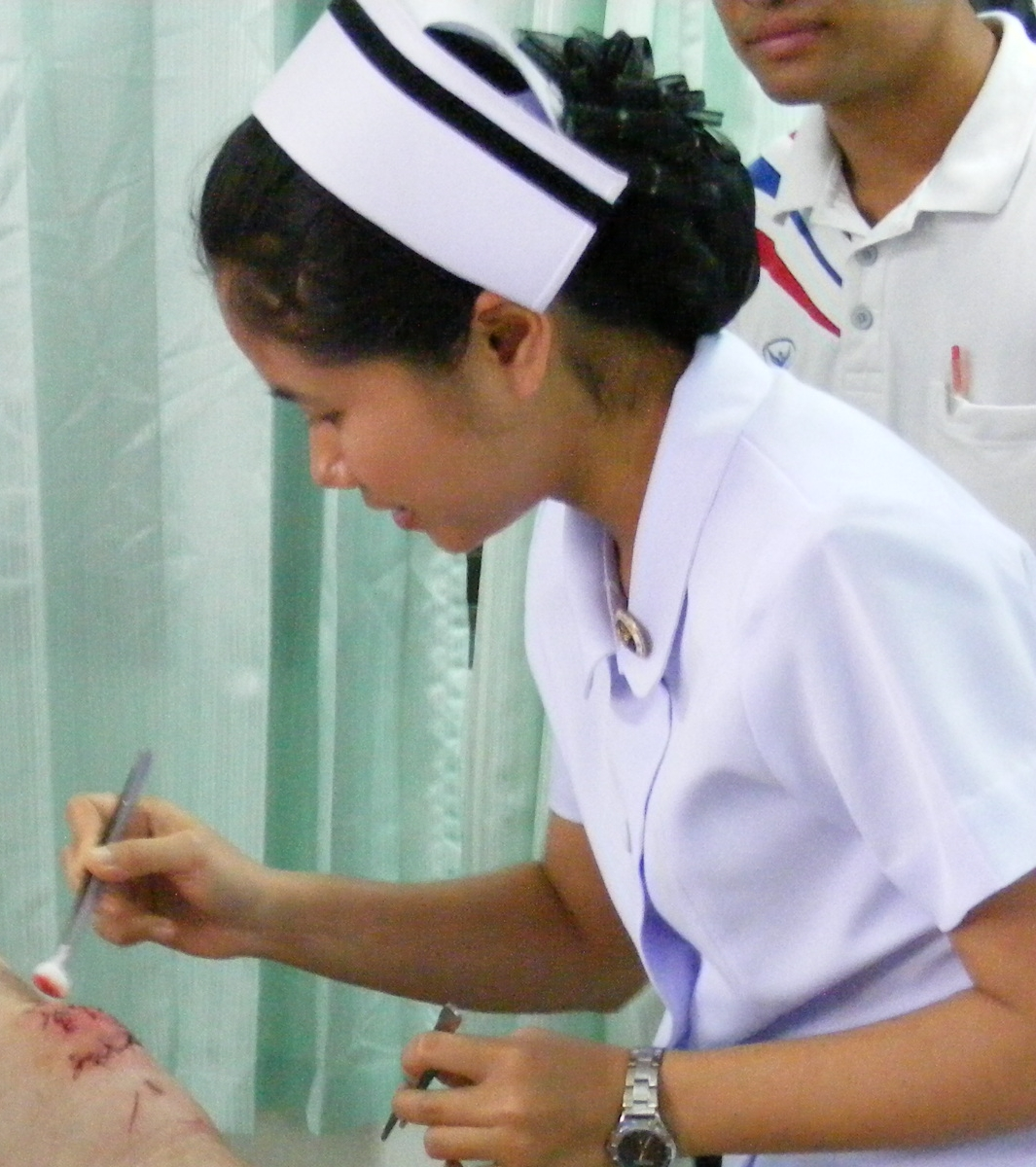
Uma enfermeira na Tailândia

As mulheres na Tailândia estão entre as primeiras mulheres na Ásia a receber o direito de votar, em 1932. No entanto, elas estão sub-representadas na política tailandesa. Yingluck Shinawatra foi a primeira mulher a ocupar o cargo de primeira-ministra da Tailândia, entre 2011 a 2014. Os papéis da mulheres no desenvolvimento nacional da Tailândia ainda não foi completamente estabelecido. Fatores que afetam a participação das mulheres no campo sócio-econômica incluem a "consciência inadequada de gênero no processo de política e planejamento" e estereótipos sociais.

## Política
Apesar da ausência de limitações legais à participação das mulheres no campo político da Tailândia, os fatores que impedem a ascensão das mulheres nas atividades políticas incluem as barreiras estruturais, impedimentos culturais, baixos níveis de educação e status sócio-econômico baixo. Somente em 5 de junho de 1949 que Orapin Chaiyakan se tornou a primeira mulher tailandesa a ser eleita para ocupar um posto na Câmara dos Representantes da Assembleia Nacional do Reino da Tailândia.

## Negócios
No domínio do empreendedorismo, a população feminina da Tailândia compõe 47% da força de trabalho do país, o que o torna o maior percentual de mulheres que trabalham na região da Ásia-Pacífico. No entanto, estas mulheres também são confrontadas com a discriminação e desigualdade de gênero em relação aos salários por estarem "concentradas em empregos que pagam salários mais baixos".

## Casamento

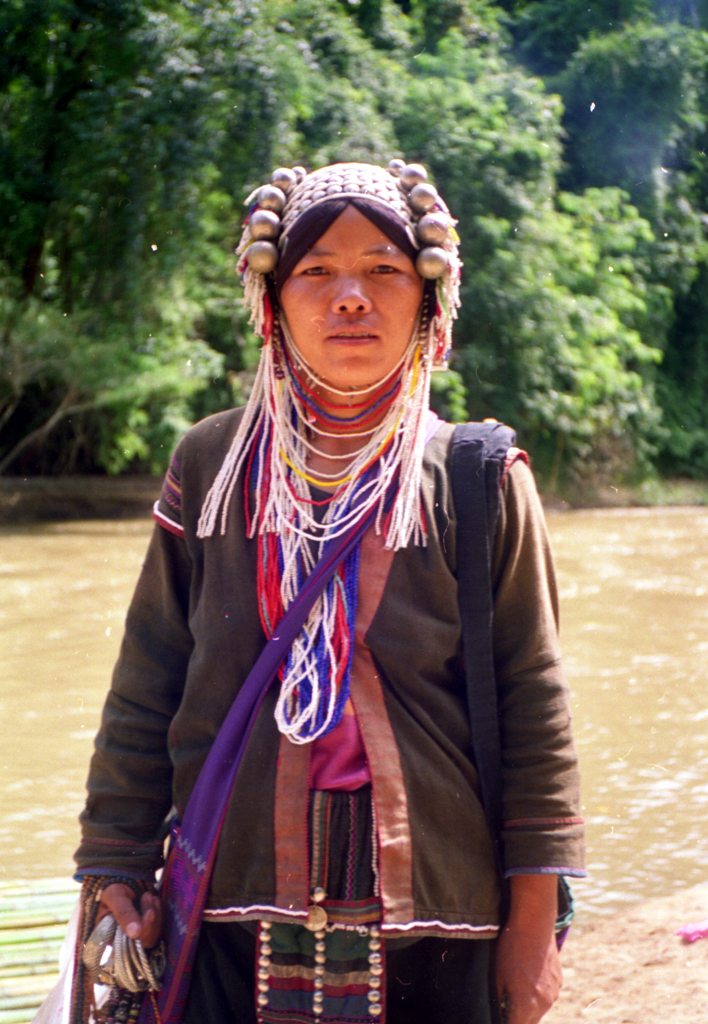
Mulher do norte da Tailândia

De acordo com o Instituto Nacional de Estatística da Tailândia, tailandeses do sexo feminino se casam em uma idade mais cedo do que tailandeses do sexo masculino. Ainda de acordo com o instituto, cerca de 24% das famílias tailandesas são chefiadas por mulheres. Em 2007, o The New York Times relatou que, após a Guerra do Vietnã, a Tailândia tornou-se um atrativo do turismo sexual para estrangeiros do sexo masculino, resultando em alguns casamentos com mulheres tailandesas. Entre aqueles que estabeleceram tais casamentos, a maioria são homens da Europa e dos Estados Unidos em busca de companheirismo, em particular, durante a aposentadoria. Mulheres tailandesas, por outro lado, aceitam os casamentos com homens estrangeiros com a finalidade de "redimirem-se de suas antigas vidas como prostitutas", além de vê-lo como "uma oportunidade de fuga da pobreza e infelicidade". Certamente, nem todas as mulheres tailandesas que fizeram este tipo de casamento eram ex-prostitutas.

## Evolução dos direitos das mulheres
Na Tailândia, os direitos das mulheres no mercado de trabalho são, como define a lei, de igualdade para com o homem, devendo ser oferecidoalho que fazem. A lei estabelece que homens e mulheres que ocupam os mesmos cargos devem ser remunerados na mesma condição. No entanto, algumas desigualdades persistem na lei. Não existem leis que proíbem as mulheres de ocupar cargos, no entanto, existem poucas mulheres em altas funções. O maior problema para a desigualdade de gênero é quando se trata de violência doméstica e tráfico. O assédio sexual se tornou ilegal em 1998, mas existem poucos casos relatados e muito poucos que são processados por causa das dificuldades em provar um caso. Leis domésticas ainda estão a ser promulgadas na constituição, e a exigência de provas de abuso doméstico torna quase impossível que o mérito seja julgado.